# Alvo Tecnologias Informação
Alvo Tecnologias de Informação é uma empresa tecnológica portuguesa que nasceu em 1991, na altura com o nome Exposis. A sua principal actividade passa pela implementação de soluções de software de gestão (ERP e CRM) em PME (pequenas e médias empresas).

## Parcerias
A Alvo é parceiro da Primavera Business Software Solutions desde 1993 e Microsoft Gold Certified Partner e Gold Authorised Reseller da GFI, desde 2005. Estabeleceu ainda parcerias com empresas tecnológicas tais como Avaya, Barracuda Networks, WatchGuard, Plantronics, Hewlett Packard, Dell, Xerox e Claranet, entre outras.

## Clientes
A Alvo já desenvolveu e instalou soluções em empresas em Portugal, Moçambique, Angola, Cabo Verde, Macau e Timor, com uma base de clientes que abrange todos os sectores da economia. Entre os seus clientes de referência contam-se o Montepio Geral, Caixa Geral de Depósitos, Banif, Coface, Actavis, Ferring, Udifar, Merck, Bial, Ratiopharm, KPMG, Egor, Adecco, Hays, AC Nielsen, Parque Escolar, PSA Sines, Cannon Hygiene, Omni Aviação, EMEF, Toys r’Us, Chicco, Galp Energia, Turismo de Lisboa, Dragados, Torres Joalheiros, Perfumes e Companhia, Vale Moçambique, Mendes & Irmãos, Pasteis de Belém, Topbet, BBDO Portugal, Viborel, Atlantic Meals, Acciona, Regra, Fundação da Faculdade de Ciências da Universidade de Lisboa, etc.

## Certificações
Em Abril de 2009 o IAPMEI - Instituto de Apoio às Pequenas e Médias Empresas e à Inovação, atribuiu, no âmbito do programa FINCRESCE, o estatuto de PME Líder à Alvo. Já em Julho desse ano, a Alvo recebeu o galardão de PME Excelência 2009, atribuído pelo IAPMEI. A Alvo obteve em Dezembro de 2011 a Certificação ISO 9001:2008 concedida pela APCER. Em 2013, a Alvo viu renovado o seu estatuto de PME Líder 2013 e PME Excelência 2013. No mesmo ano, a Alvo foi integrada na Rede PME Inovação da COTEC. Em 2014, renovou novamente o estatuto PME Líder 2014.

## Responsabilidade social
A Alvo dá especial atenção à responsabilidade social nas suas diversas vertentes: ambiente, colaboradores e comunidade. Desde Maio de 2012, a Alvo é associado da GRACE – Grupo de Reflexão e Apoio à Cidadania Empresarial.

## Serviços
A maior parte da actividade da Alvo passa pela comercialização e implementação das soluções de gestão Primavera, disponibilizando todas as linhas de produto, bem como soluções verticais e produtos especializados. Neste contexto, a Alvo desenvolveu um conjunto de aplicações, que podem ser integradas com o software Primavera, das quais se destacam: GeraDoc®, Mytho® - Gestão Documental e Portal de Documentos.
A Alvo, sendo um Microsoft Gold Certified Partner, disponibiliza todos os produtos da Microsoft. Em 2011, desenvolveu uma solução (conector) de ligação entre as soluções Microsoft Dynamics CRM e ERP Primavera.
Através de diversas parcerias disponibiliza igualmente um conjunto de soluções na área das comunicações, das quais se destacam a solução Avaya IP Office e equipamentos Plantronics. Na área da Segurança e Backup, a Alvo privilegia soluções em parceria com a Barracuda Networks, GFI e WatchGuard. O alojamento de software e de dados na cloud resulta de uma parceria com a Claranet.
A Alvo, através do seu Centro de Competências , disponibiliza ainda formação calendarizada ou à medida nas áreas de Tecnologias de Informação, Contabilidade e Fiscalidade, Gestão de Empresas, Recursos Humanos, Gestão de Projectos, Desenvolvimento Pessoal e Comportamental. Em 2014, tornou-se uma entidade inscrita na OTOC (Ordem dos Técnicos Oficiais de Conta) e passou a oferecer cursos que atribuem créditos . No mesmo ano, tornou-se sócia da APOGEP (Associação Portuguesa de Gestão de Projectos).